# Independent Spirit Awards 2013
Die 28. Verleihung der Independent Spirit Awards fand am 23. Februar 2013 statt, traditionell einen Tag vor der Oscarverleihung. Der Filmpreis zeichnet Hollywood-unabhängige Filmproduktionen des vergangenen Kalenderjahres, so genannte Independentfilme, aus.

## Gewinner und Nominierte

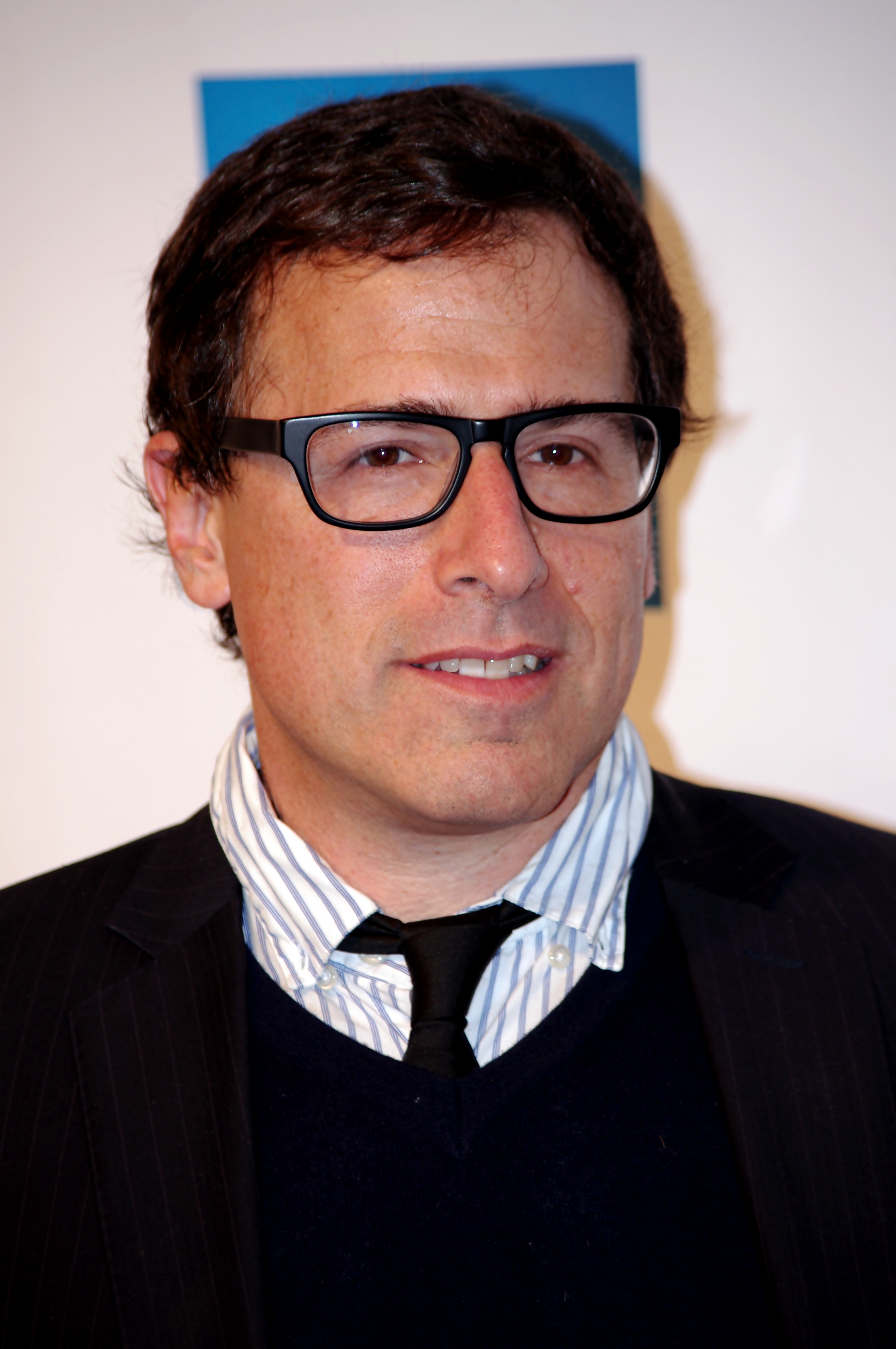
Beste Regie und bestes Drehbuch David O. Russell

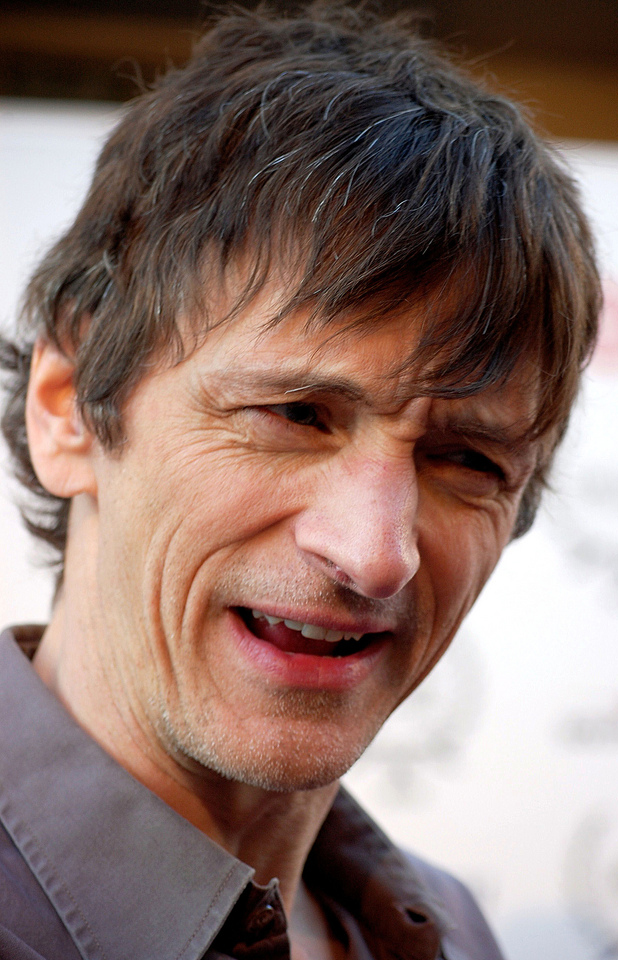
Bester Hauptdarsteller John Hawkes

### Bester Film(Best Feature)
Silver Linings – Produktion: Bruce Cohen, Donna Gigliotti, Jonathan Gordon
- Beasts of the Southern Wild – Produktion: Michael Gottwald, Dan Janvey, Josh Penn
- Bernie – Leichen pflastern seinen Weg – Produktion: Richard Linklater, Celine Rattray, David McFadzean, Dete Meserve, Ginger Sledge, Judd Payne, Liz Glotzer, Martin Shafer, Matt Williams
- Keep the Lights On – Produktion: Marie Therese Guirgis, Lucas Joaquin, Ira Sachs
- Moonrise Kingdom – Produktion: Wes Anderson, Steven Rales, Scott Rudin, Jeremy Dawson

### Bester Debütfilm
Vielleicht lieber morgen (The Perks of Being a Wallflower) – Regie: Stephen Chbosky, Produktion: Lianne Halfon, John Malkovich, Russell Smith
- An ihrer Stelle (Lemale et ha’halal) – Regie: Rama Burshtein, Produktion: Assaf Amir
- Gimme the Loot – Regie: Adam Leon, Produktion: Dominic Buchanan, Natalie Difford, Jamund Washington
- Journey of Love – Das wahre Abenteuer ist die Liebe (Safety Not Guaranteed) – Regie/Produktion: Colin Trevorrow, Produktion: Derek Connolly, Stephanie Langhoff, Peter Saraf, Marc Turtletaub
- Sound of My Voice – Regie: Zal Batmanglij, Produktion: Brit Marling, Hans Ritter, Shelley Surpin

### Beste Regie(Best Director)
David O. Russell – Silver Linings (Silver Linings Playbook)
- Wes Anderson – Moonrise Kingdom
- Julia Loktev – The Loneliest Planet
- Ira Sachs – Keep the Lights On
- Benh Zeitlin – Beasts of the Southern Wild

### Bester Hauptdarsteller(Best Male Lead)
John Hawkes – The Sessions – Wenn Worte berühren
- Jack Black – Bernie – Leichen pflastern seinen Weg
- Bradley Cooper – Silver Linings (Silver Linings Playbook)
- Thure Lindhardt – Keep the Lights On
- Matthew McConaughey – Killer Joe
- Wendell Pierce – Four

### Beste Hauptdarstellerin(Best Female Lead)
Jennifer Lawrence – Silver Linings (Silver Linings Playbook)
- Linda Cardellini – Return
- Emayatzy Corinealdi – Middle of Nowhere
- Quvenzhané Wallis – Beasts of the Southern Wild
- Mary Elizabeth Winstead – Smashed

### Bester Nebendarsteller(Best Supporting Male)
Matthew McConaughey – Magic Mike
- David Oyelowo – Middle of Nowhere
- Michael Peña – End of Watch
- Sam Rockwell – 7 Psychos
- Bruce Willis – Moonrise Kingdom

### Beste Nebendarstellerin(Best Supporting Female)
Helen Hunt – The Sessions – Wenn Worte berühren
- Rosemarie DeWitt – Meine beste Freundin, ihre Schwester und ich (Your Sister’s Sister)
- Ann Dowd – Compliance
- Brit Marling – Sound of My Voice
- Lorraine Toussaint – Middle of Nowhere

### Bestes Drehbuch(Best Screenplay)
David O. Russell – Silver Linings (Silver Linings Playbook)
- Wes Anderson und Roman Coppola – Moonrise Kingdom
- Martin McDonagh – 7 Psychos
- Zoe Kazan – Ruby Sparks – Meine fabelhafte Freundin
- Ira Sachs – Keep the Lights On

### Bestes Erstlingsdrehbuch(Best First Screenplay)
Derek Connolly – Journey of Love – Das wahre Abenteuer ist die Liebe (Safety Not Guaranteed)
- Rama Burshtein – An ihrer Stelle (Lemale et ha’halal)
- Christopher D. Ford – Robot & Frank
- Rashida Jones und Will McCormack – Celeste & Jesse (Celeste & Jesse Forever)
- Jonathan Lisecki – Gayby

### Beste Kamera(Best Cinematography)
Ben Richardson – Beasts of the Southern Wild
- Yoni Brook – Valley of Saints – Ein Tal in Kaschmir
- Lol Crawley – Here
- Roman Vasyanov – End of Watch
- Robert Yeoman – Moonrise Kingdom

### Bester ausländischer Film(Best Foreign Film)
Liebe (Amour) (Österreich/Frankreich/Deutschland) – Regie: Michael Haneke
- Once Upon a Time in Anatolia (Bir zamanlar Anadolu’da) (Türkei/Bosnien und Herzegowina) – Regie: Nuri Bilge Ceylan
- Der Geschmack von Rost und Knochen (De rouille et d’os) (Frankreich/Belgien) – Regie: Jacques Audiard
- Winterdieb (L’enfant d’en haut) (Frankreich/Schweiz) – Regie: Ursula Meier
- Rebelle (War Witch) (Kanada) – Regie: Kim Nguyen

### Beste Dokumentation(Best Documentary)
The Invisible War – Regie: Kirby Dick, Produktion: Tanner King Barklow, Amy Ziering
- The Central Park Five – Regie/Produktion: Ken Burns, Sarah Burns, David McMahon
- AIDS – Kampf ums Leben (How to Survive a Plague) – Regie/Produktion: David France, Produktion: Howard Gertler
- Marina Abramović: The Artist is Present – Regie: Matthew Akers, Produktion: Maro Chermayeff, Jeff Dupre
- The Waiting Room – Regie/Produktion: Peter Nicks, Produktion: Linda Davis, William B. Hirsch

### John Cassavetes Award
Middle of Nowhere – Drehbuch/Regie/Produktion: Ava DuVernay, Produktion: Howard Barish, Paul Garnes
- Breakfast with Curtis – Drehbuch/Regie/Produktion: Laura Colella
- The Color Wheel – Drehbuch/Regie/Produktion: Alex Ross Perry, Drehbuch: Carlen Altman
- Mosquita y Mari – Drehbuch/Regie: Aurora Guerrero, Produktion: Chad Burris
- Starlet – Drehbuch/Regie: Sean Baker, Produktion: Blake Ashman, Kevin Chinoy, Patrick Cunningham, Chris Maybach, Francesca Silvestri

### Axium Truer Than Fiction Award
(jährlich seit 1997 zu vergebender Regiepreis an einen herausragenden nonfiktionalen Film. Inbegriffen ist eine finanzielle Beihilfe)
The Waiting Room – Regie: Peter Nicks
- Leviathan – Regie: Lucien Castaing-Taylor und Véréna Paravel
- Only the Young – Regie: Jason Tippet und Elizabeth Mims

### IFC/Acura Someone to Watch Award
(jährlich seit 1995 zu vergebender Preis an einen Independent-Filmemacher von außergewöhnlichem Talent. Inbegriffen ist eine finanzielle Beihilfe)
Adam Leon – Gimme the Loot
- David Fenster – Pincus
- Rebecca Thomas – Electrick Children

### Robert Altman Award
Starlet – Regie: Sean Baker, Casting: Julia Kim, Ensemble: Dree Hemingway, Besedka Johnson, Karren Karagulian, Stella Maeve, James Ransone

### Axium Producers Award
(jährlich seit 1998 zu vergebender Preis an einen Produzenten, der einen qualitativ hochwertigen Independentfilm produziert hat. Inbegriffen ist eine finanzielle Beihilfe)
Mynette Louie
- Derrick Tseng
- Alicia Van Couvering

### Special Distinction Award
Harris Savides